# Ènoe
Ènoe (en grec antic: Οἰνόη, Oinoê) fou una població de l'antiga Grècia situada al districte de l'Argòlida, a la vora del riu Caradros, a la via entre Argos i Mantinea.
Segons diu Pausànias, Diomedes va batejar la ciutat amb aquest nom en honor del seu avi Eneu, que va morir vora la ciutat. A la rodalia d'Ènoe, els atenesos i els argius van derrotar els espartans, segons diuen Pausànias, la Biblioteca d'Apol·lodor i Esteve de Bizanci.